# Преображење Господње (Грчка)
Преображење Господње (грч. Μεταμόρφωση Σωτήρος, Метаморфоси Сотирос) је насељено место у општини Драма у периферији Источна Македонија и Тракија, Грчка. Према попису из 2021. године било је 126 становника.
Насеље је подигнуто шездесетих година 20. века, у које се преселио део мештана села Височани. На попису из 1971. године био је 41 становник.